# Metternichovský absolutismus
Metternichovský absolutismus nebo Metternichův absolutismus byl konzervativní vládní systém v Rakouském císařství v období 1815 až 1848.

## Charakteristika období
Byl to druh policejního státu, pojmenovaný podle svého spolutvůrce Klemense W. von Metternicha, od r. 1809 ministra zahraničí, od r. 1821 kancléře, jednoho z diplomatických tvůrců Svaté aliance z roku 1815. Metternichovský systém, kde úkoly vlády plnila tzv. státní konference, odmítl liberalizační rysy josefinských reforem a prosazoval hodnotové ideály a ideové principy Svaté aliance:
- monarchistický legitimismus a paternalismus
- jednotu dynastie a církve
- antiliberalismus
- antinacionalismus.

Během Metternichova absolutismu se zavedl režim osvědčování státně politické loajality zajišťovaný aparátem tajné policie, odstranil autonomii univerzit, cenzuroval publikace a veřejné projevy, důslednou kontrolou a regulací veřejné činnosti vyvolával zdání všudypřítomnosti státu a císaře jako záruky klidných, sociálně i politicky zakonzervovaných a uspořádáných poměrů ve zdánlivě apolitické společnosti. V tomto období se vytvořila a upevnila střední měšťanská vrstva a vykrystalizovaly se základy jejího životního stylu (v umění to bylo období biedermeieru), který přetrval do konce 19. století. Období metternichovského absolutismu tvoří historický rámec a definuje vnější politické okolnosti pro rozvoj českého národního obrození, nejvíce pak jeho ofenzivní a vrcholné fáze (Jungmannova generace a generace Palackého). Zdánlivá stabilita tohoto systému se zhroutila během revolucí v celé monarchii v r. 1848 a vzápětí nastoupil Bachův absolutismus. Metternich se po odvolání císařem stáhl do Anglie.